# Alberto Sánchez Pérez

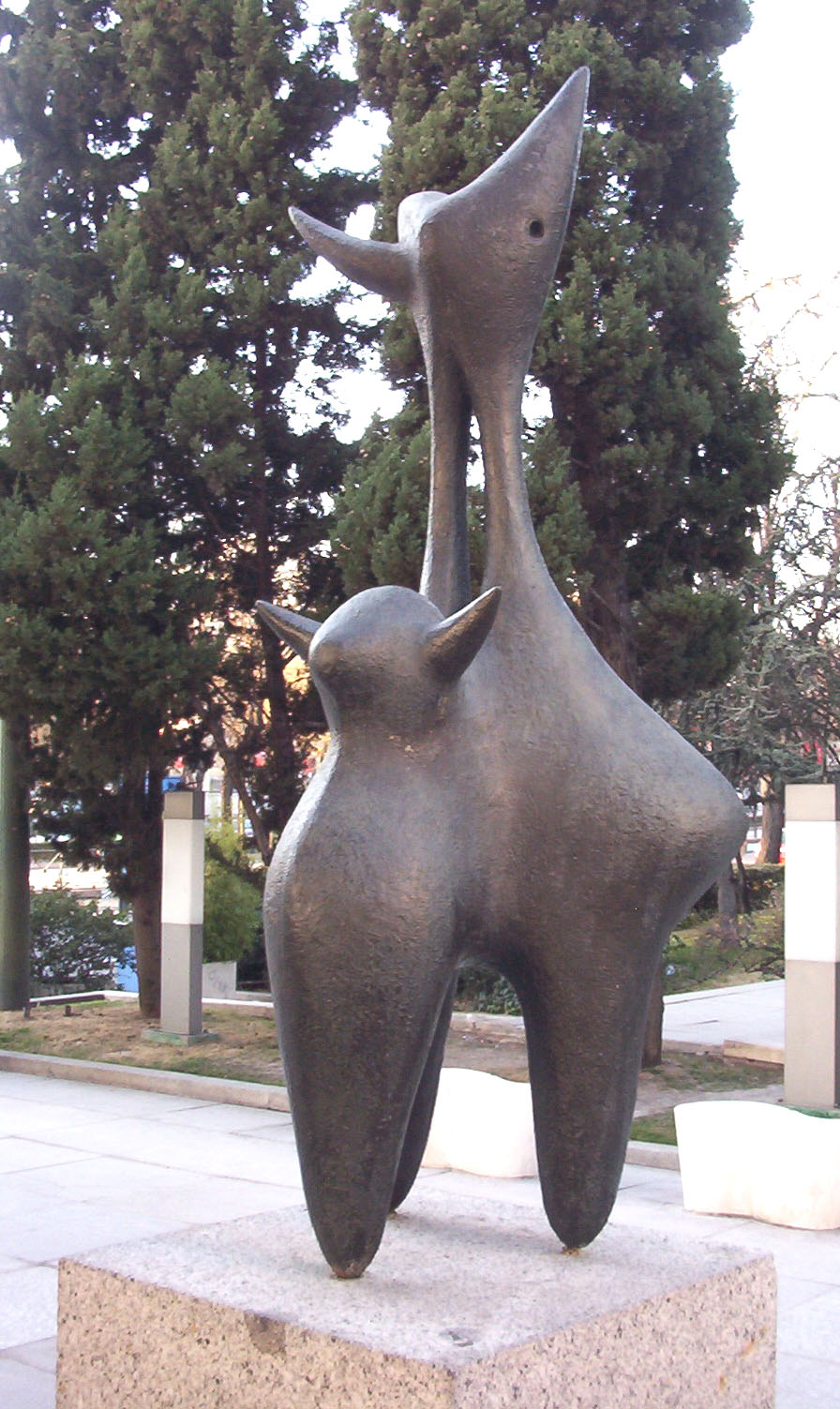
Toros ibèrics, d'Alberto Sánchez. Escultura al Passeig de la Castellana de Madrid

Alberto Sánchez Pérez (Toledo, 1895 - Moscou, 1962) fou un pintor i escultor espanyol.
Alberto Sánchez va néixer al barri de Las Covachuelas; era fill d'un forner. En els seus començaments va estar molt influït per l'uruguaià Rafael Pérez Barradas, i les obres d'aquesta època s'inscriuen en el cubisme (Maternitat, 1929). El 1927 va fundar amb Benjamín Palencia l'anomenada Escola de Vallecas, que buscava en Castella la seva inspiració. Alberto va arribar al seu llenguatge escultòric peculiar a través d'una fusió d'elements d'inspiració popular, amb certs trets surrealistes, tot això tractat amb una accentuada estilització. Va elaborar els decorats de la companía teatral "La Barraca", de Federico García Lorca. Una de les seves obres més significatives és la gran escultura, de més de 12 m d'altura, titulada El poble espanyol té un camí que conduïx a una estrella, exposada al costat del Guernica de Picasso en el Pavelló de la Segona República Espanyola de l'Exposició Internacional de París de 1937. D'aquesta obra hi ha una còpia a l'exterior de l'entrada principal del Museu Reina Sofia, de Madrid, i, a escala reduïda, a la Plaça de Barrionuevo de Toledo. En els jardins de la Vega de Toledo hi ha altra obra seva: Dona toledana. Va col·laborar amb el director rus Grigori Kózintsev en els decorats de la pel·lícula El Quixot (1957), amb una recreació dels pobles de La Manxa en plena Ucraïna. Va morir a Moscou, ciutat en la qual residia exiliat des de 1938, l'any 1962. Les seves restes romanen al cementiri de Moscou. El 2002 es va celebrar al museu de Santa Cruz de Toledo un homenatge en forma d'exposició monogràfica, al que va acudir l'únic fill de l'escultor.